# Milburn
Milburn és un poble dels Estats Units a l'estat d'Oklahoma. Segons el cens del 2000 tenia 312 habitants.

## Demografia
Segons el cens del 2000, Milburn tenia 312 habitants, 114 habitatges, i 84 famílies. La densitat de població era de 251 habitants per km².
Dels 114 habitatges en un 33,3% hi vivien nens de menys de 18 anys, en un 57,9% hi vivien parelles casades, en un 11,4% dones solteres, i en un 26,3% no eren unitats familiars. En el 23,7% dels habitatges hi vivien persones soles el 10,5% de les quals corresponia a persones de 65 anys o més que vivien soles. El nombre mitjà de persones vivint en cada habitatge era de 2,74 i el nombre mitjà de persones que vivien en cada família era de 3,3.
Per edats la població es repartia de la següent manera: un 30,8% tenia menys de 18 anys, un 7,1% entre 18 i 24, un 28,5% entre 25 i 44, un 21,2% de 45 a 60 i un 12,5% 65 anys o més.
L'edat mediana era de 36 anys. Per cada 100 dones de 18 o més anys hi havia 83,1 homes.
La renda mediana per habitatge era de 21.528 $ i la renda mediana per família de 29.375 $. Els homes tenien una renda mediana de 24.375 $ mentre que les dones 18.125 $. La renda per capita de la població era de 10.322 $. Entorn del 24,7% de les famílies i el 29,4% de la població estaven per davall del llindar de pobresa.

## Poblacions més properes
El següent diagrama mostra les poblacions més properes.